# Mass-media maghiară din România
Mass-media maghiară în România a luat naștere în a doua jumătate a secolului al XIX-lea, odată cu stabilirea unor grupuri de cetățeni austro-ungari de limbă maghiară în orașele din Regatul României. Prima publicație de limbă maghiară care a apărut la București a fost Bukuresti Magyar Közlöny (Gazeta Maghiară a Bucureștilor), editată începând cu anii 1860. 
În timpul primului război mondial a fost editat la București al doilea ziar de limbă maghiară, Bukaresti Magyar Hírlap (Foaia de Știri Maghiare din București). Au fost editate de asemenea gazete parohiale, publicații școlare și calendare ale comunităților maghiare din București, Ploiești, Brăila etc. În perioada interbelică, presa maghiară din România a înflorit, apărând ziare cu poziții variate, inclusiv comuniste (Munkás).
După primul război mondial și-au continuat apariția publicațiile de limbă maghiară din Transilvania, Banat și Crișana, cu tradiție din secolul al XVIII-lea. La București au luat ființă publicațiile Bukaresti Kurír (1920), Az Élet (Viața), sub conducerea lui Ernő Tőkés (din 1922), și Bukaresti Lapok (Foile Bucureștene, 1930-1936).
În prezent comunitatea maghiară din România dispune de ziare locale, ziare naționale, radiouri, televiziuni și publicații electronice.